# Titancarbid
Titancarbid ist eine anorganische chemische Verbindung aus den Elementen Titan und Kohlenstoff. In der Natur ist Titancarbid sehr selten als Mineral Khamrabaevit zu finden.

## Gewinnung und Darstellung
Titancarbid wird bei der physikalischen Gasphasenabscheidung (PVD) aus Titan und Methan erzeugt:
{\displaystyle \mathrm {Ti+\ CH_{4}\longrightarrow \ TiC+2\ H_{2}} }
Bei der chemischen Gasphasenabscheidung (CVD) wird als Ausgangsmaterial Titan(IV)-chlorid verwendet:
{\displaystyle \mathrm {TiCl_{4}+\ CH_{4}\longrightarrow \ TiC+4\ HCl} }
Titancarbid kann durch carbothermische Reduktion von Titandioxid
{\displaystyle \mathrm {TiO_{2}+3\ C\longrightarrow TiC+2\ CO} }
oder durch Synthese aus den Elementen oder durch ein Aufwachsverfahren ähnlich wie Titannitrid gewonnen werden. Bei ersterer Reaktion können je nach Reaktionsbedingungen an Luft auch Mischkristalle in Form von Titancarbonitrid (TiCN) oder Titancarboxynitrid (TiCON) entstehen.
{\displaystyle \mathrm {Ti+C\longrightarrow TiC} }
Besonders reines, stöchiometrisch zusammengesetztes Titancarbid scheidet sich bei festgelegtem Titan(IV)-chlorid/Kohlenstofftetrachlorid-Verhältnis an auf mehr als 1250 °C erhitzten Graphitstäben ab.
{\displaystyle \mathrm {TiCl_{4}+CCl_{4}+4\ H_{2}\longrightarrow TiC+8\ HCl} }

## Eigenschaften
Titancarbid ist ein graues brennbares Pulver, das praktisch unlöslich in Wasser ist. Es ist unlöslich in Salzsäure und Schwefelsäure, jedoch löslich in Salpetersäure. An Luft ist es bis 800 °C stabil. Bei sehr guter elektrischer Leitfähigkeit besitzt es einen positiven Temperaturkoeffizienten. Titancarbid besitzt eine Kristallstruktur vom Natriumchlorid-Typ mit beträchtlicher Phasenbreite (TiC1,0 bis TiC0,3). Bei den unterstöchiometrischen Verbindungen bleiben die Plätze der Nichtmetallatome unbesetzt. Eine vollständige Besetzung wird auffallenderweise nicht ganz erreicht (TiC0,98). Es zeichnet sich durch eine besonders hohe Härte von bis zu 4000 HV aus. Die Biegebruchfestigkeit liegt bei 240–400 MPa, die Härte HV1 bei 22–30 GPa und der Elastizitätsmodul bei 550–570 GPa.

## Verwendung
Der Stoff wird als Beschichtungsmaterial für Wendeschneidplatten, Fräswerkzeuge, Räumnadeln, Formwerkzeuge, Sägeblätter etc. verwendet.
Weitere Verwendung findet Titancarbid im allgemeinen Werkzeugbau und in der chemischen Industrie als wesentlicher Bestandteil der Sinter-Werkstofffamilie Ferro-Titanit bzw. allgemein als Bestandteil von rost- und säurebeständigen Stählen und Hartmetallen. So ist es mit bis zu 4 % Bestandteil der Hartmetalle der Gruppe K, bis zu 10 % in Hartmetallen der Gruppe M und bis zu 43 % in der Gruppe P. Titancarbid erhöht die Warmfestigkeit, Härte und Oxidationsbeständigkeit.